# 崔璽 (弘治進士)
崔璽（1463年—？），字廷用，騰驤左衛軍籍，山西蔚州人，明朝政治人物。

## 生平
順天府鄉試第一百十二名舉人。弘治九年（1496年）中式丙辰科會試第一百十八名，三甲第七十一名進士。

## 家族
曾祖崔子剛；祖父崔士能；父崔興，母楊氏。慈侍下。